# 小行星1386
小行星1386（1386 Storeria）是一颗围绕太阳公转的小行星。1935年7月28日，格利果利·N·諾伊明在克里米亚发现了此天体。
該小行星以美國堪薩斯大學天文學教授諾曼·懷曼·斯托爾（Norman Wyman Storer）命名。
这颗小行星的绝对星等为153.03836等。